# Netelia basilewskyi
Netelia basilewskyi là một loài tò vò trong họ Ichneumonidae.